# Ääsmäe
Pour les articles homonymes, voir Aasmäe.
Ääsmäe (avant les années 1930 : Essemäggi) est un village estonien de la région d'Harju (autrefois district d'Harrien) appartenant à la commune de Saue. Sa population est de 695 habitants (1er janvier 2012). Le village appartenait avant la réforme foncière de 1919 au domaine seigneurial d'Essemäggi dont le petit château subsiste aujourd'hui.